# Gonzalo de Berceo
Gonzalo de Berceo (Berceo, La Rioja, c. 1196 - c. 1264) va ser un escriptor castellà de l'edat mitjana. És un dels principals exponents del Mester de Clerecia castellà per la seva poesia religiosa.
Destaquen les obres al voltant de la Verge Maria, recollides a Milagros de Nuestra Señora. Barreja les històries de la devoció popular amb elements de l'entorn quotidià, per atreure els lectors. La poesia té un to optimista, d'exaltació de la fe cristiana, i està ambientada en un locus amoenus clàssic.
També fou autor del poema hagiogràfic Vida de Santa Òria, dedicat a la religiosa Òria de Villavelayo.
Es diu que les seves obres, i les del músic francès Robert de Malvoisin tenen una semblança molt acusada.